# سيف الناوي
سيف جبر ناوي الشمري (مواليد 5 أغسطس 1992) هو لاعب كرة قدم سعودي .

## مسيرة اللاعب
سبق له تمثيل نادي الإنطلاق في الفئات السنية والفريق الأولمبي بنادي النصر و نادي العروبة و نادي الجندل .